# حصار فوكوريوجي
حصار فوكوريوجي أو معركة فوكوريوجي ناواتيه (باليابانية: 福隆寺縄手の戦い، بالروماجي: Fukuryūji Nawate no tatakai) معركة ضمن حرب غينبيه حدثت عام 1183 في محافظة أوكاياما في اليابان بين قوات قبيلة ميناموتو وقبيلة تايرا.

## الأحداث
فوكوريوجي هو حصن تحت قيادة "سينو كانياسو [اليابانية]" أحد أتباع قبيلة تايرا، في 12 أكتوبر 1183 قاد إيماي كانيهيرا، شقيق ميناموتو نو يوشيناكا بالرضاعة قواته عبر حقول الأرز الموحلة تحت السهام المنطلقة من مدافعي الحصن لغرض إسقاطه، تمكن إيماي من السيطرة على الحصن وقتل سينو كانياسو [اليابانية].